# Kulierwirkmaschine

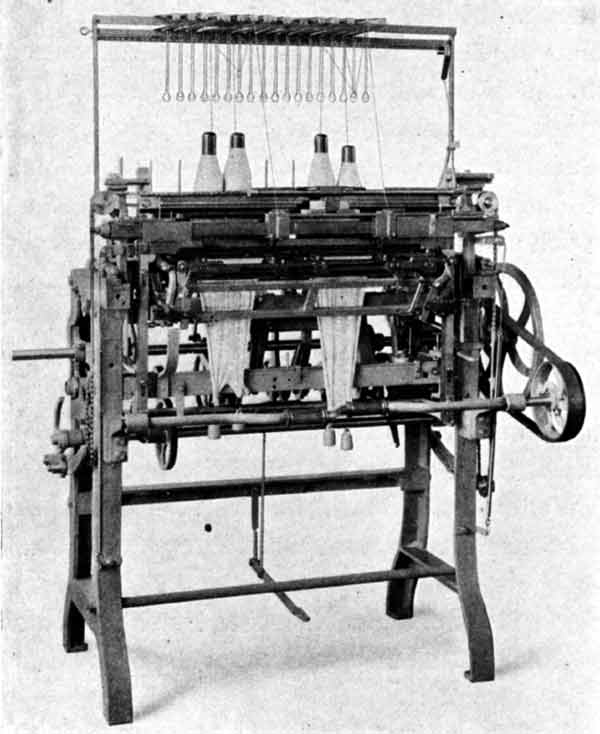
Kulierwirkmaschine von Paget, Vorgänger der Cottonmaschine

Die Kulierwirkmaschine dient zur Herstellung von Einfadenwirkware. Es wird zwischen Flachkulierwirkmaschinen und Rundkulierwirkmaschinen unterschieden. Die Rundwirkmaschinen haben heute keine Bedeutung mehr. Die Flachkulierwirkmaschine beruht auf einer Erfindung des Handkulierwirkstuhls von William Lee im Jahr 1589. Die sich daraus über Jahrhunderte entwickelnde Flachkulierwirkmaschine veränderte William Cotton Anfang der 1860er Jahre derart, dass eine industrielle Nutzung möglich wurde. Diese Bauformen werden deshalb als Cottonmaschine bezeichnet.

## Herstellungsverfahren

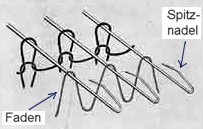
Kulierter Faden

Die Maschine ist mit Spitzennadeln ausgestattet. Auf einer gradlinig verlaufenden Nadelbarre befestigt, können sich die Nadeln nur alle gemeinsam bewegen. Ein gestreckt über die Nadeln vorgelegter Faden wird zuerst mit Hilfe von Platinen kuliert, das heißt zu Schleifen vorgeformt (Zeichnung links). Im nächsten Schritt bilden Nadeln und Platinen in einer miteinander abgestimmten Bewegung eine Maschenreihe.

## Maschinenausführung und -verwendung
Die Maschinen werden mit 2 bis 16 Köpfen (Fonturen) gebaut, mit einer Feinheit von 2 bis 9 Nadeln pro Zentimeter und einer Arbeitsgeschwindigkeit bis zu 100 Maschenreihen pro Minute.
Zur Ausstattung gehören oft Vorrichtungen zur Musterung von Petinet (Durchbrüche im Warenbild), Intarsia (farbige Musterflächen), Fangbindungen und aller Variationen der Rechts-Links-Grundbindung.
Bis etwa Mitte des 20. Jahrhunderts wurden die meisten Damenstrümpfe auf Cottonmaschinen hergestellt (das Zentrum dieser Industrie lag im Großraum Chemnitz). Dann wurde für diese Ware ein anderes Verfahren erfunden, und heute produziert man darauf hauptsächlich Oberbekleidung und zwar als Fully-Fashion-Ware (fertige Form und Größe einzelner Warenteile, in der Konfektion entfällt dadurch das Zuschneiden).